# Adrian Alphona
Adrian Alphona (...) è un fumettista canadese, conosciuto soprattutto per il suo lavoro sulla testata Marvel Comics Runaways, che ha creato insieme allo sceneggiatore Brian K. Vaughan.
Avrebbe dovuto disegnare il secondo volume della serie Spiderman Loves Mary Jane, ma ha lasciato in favore di Craig Rosseau. Il suo ultimo lavoro è l'annual di Captain Britain and MI-13.